# Pleurodema kriegi
Espèce
Synonymes
- Paludicola kriegi Müller, 1926

Statut de conservation UICN

 NT  : Quasi menacé
Pleurodema kriegi est une espèce d'amphibiens de la famille des Leptodactylidae.

## Répartition
Cette espèce est endémique de la province de Córdoba en Argentine. Elle se rencontre entre 1 800 et 2 600 m d'altitude dans la Pampa de Achala,.

## Étymologie
Cette espèce est nommée en l'honneur d'Hans Krieg (1888-1970).

## Publication originale
- Müller, 1926 : Neue Reptilien und Batrachier der Zoologischen Sammlung des Bayerrischen Staates. Zoologischen Anzeiger, vol. 65, p. 193–200.